# Nemesia bristowei
Nemesia bristowei is een spinnensoort in de taxonomische indeling van de bruine klapdeurspinnen (Nemesiidae).
Nemesia bristowei werd in 2005 beschreven door Decae.